# Maria Dolors Renau i Manén
Maria Dolors Renau i Manén (ur. 15 listopada 1936 w Barcelonie, zm. 29 sierpnia 2019 w San Cugat del Vallés) – hiszpańska polityk, psycholog i pedagog, członek Kongresu Deputowanych, od 1986 do 1987 eurodeputowana II kadencji.

## Życiorys
Studiowała psychologię, filozofię i literaturoznawstwo na Uniwersytecie Barcelońskim, kształciła się też na Uniwersytecie Paryskim. Pracowała jako psycholog dziecięcy i kliniczny w szpitalach w Barcelonie, a także koordynator zespołu psychopedagogicznego w mieście Cornellá de Llobregat. Założyła szkołę dla edukatorów społecznych. W latach 60. działała w antyfrankistowskim ruchu robotniczym Front Obrer de Catalunya. Autorka trzech książek i nauczycielka akademicka z zakresu psychologii i pedagogiki, zajmowała się m.in. tematem młodzieży z trudnościami adaptacyjnymi.
W 1975 zaangażowała się w działalność Partii Socjalistów Katalonii, zasiadła we władzach krajowych PSOE. W 1982 wybrano ją do Kongresu Deputowanych II kadencji. Od 1 stycznia 1986 do 5 lipca 1987 była posłanką do Parlamentu Europejskiego w ramach delegacji krajowej. Przystąpiła do frakcji socjalistycznej. Od 1987 do 1988 pozostawała dyrektorem generalnym ds. ochrony młodzieży w ministerstwie sprawiedliwości. W kadencji 1989–1993 powróciła do krajowego parlamentu, zaś od 1993 kierowała biurem spraw zagranicznych w radzie prowincji Barcelona. W latach 1999–2003 była dyrektorem Socjalistycznej Międzynarodówki Kobiet, zajęła się także prowadzeniem szkoleń dla kobiet.
Zawarła związek małżeński, miała dwoje dzieci. W 2011 odznaczona Krzyżem św. Jerzego.